# Gare de Clamart
Gare de Clamart vasútállomás Franciaországban, Clamart településen.

## Vasútvonalak
Az állomást az alábbi vasútvonalak érintik:
- Párizs–Brest-vasútvonal

## Kapcsolódó állomások
A vasútállomáshoz az alábbi állomások vannak a legközelebb:
- Gare de Meudon (Gare de Brest, Párizs–Brest-vasútvonal, Transilien N)
- Gare de Vanves - Malakoff (Paris Gare Montparnasse, Párizs–Brest-vasútvonal, Transilien N)